# Neviano degli Arduini
Neviano degli Arduini là một đô thị ở tỉnh Parma ở vùng Emilia-Romagna của Italia, tọa lạc cách khoảng 80 km về phía tây của Bologna và khoảng 25 km về phía nam của Parma.
Neviano degli Arduini tiếp giáp các đô thị sau đây: Canossa, Langhirano, Lesignano de' Bagni, Palanzano, Tizzano Val Parma, Traversetolo, Vetto.
Ở đây có công trình Pieve di Sasso, một tượng đài quốc gia được xây vào thế kỷ 11 và được xây lại năm 1080. Nhà thờ này được xây bằng đá thô thro phong cách kiến trúc Rôma...

## Đô thị kết nghĩa
- Tarascon, Pháp